# Katy Jurado
Katy Jurado, pseudonimo di Maria Cristina Estela Marcela Jurado Garcìa (Guadalajara, 16 gennaio 1924 – Cuernavaca, 5 luglio 2002), è stata un'attrice messicana.
Attiva nel cinema statunitense dal 1951, e in seguito anche in televisione, nel 1952 fu vincitrice, prima interprete latina, del Golden Globe come migliore attrice non protagonista in Mezzogiorno di fuoco.

## Biografia
Era la prima dei tre figli (dopo di lei nacquero i due fratelli minori Luis Raúl ed Óscar Sergio) dell'avvocato Luis Jurado Ochoa e della cantante Vicenta García, appartenente a una famiglia di musicisti, che lavorava per la XEW-AM, la più antica stazione radiofonica dell'America Latina. Suo parente era anche il politico Emilio Portes Gil.
Nonostante avesse come padrino il famoso attore Pedro Armendáriz, i genitori non volevano che lei diventasse attrice tanto che la ragazza firmò il suo primo contratto senza il loro consenso. Per sfuggire al controllo dei genitori sposò l'aspirante attore Víctor Velázquez, ma il matrimonio finì quando la sua carriera prese il volo.
Dopo il debutto in No matarás (1943), recitò a fianco di Pedro Infante al film Nosotros Los Pobres (1947), che le diede la notorietà e partecipò a diversi altri film, dividendo la scena con i maggiori divi del tempo. Nel giro di 7 anni interpretò 16 pellicole, tra le quali Il bruto, diretto da Luis Bunuel, per il quale ricevette il Premio Ariel come migliore attrice non protagonista.
Oltre al lavoro di attrice, si dedicò anche al giornalismo, scrivendo articoli sul cinema ma anche sulle corride, e proprio durante una corrida venne notata dal regista statunitense Budd Boetticher che, ignaro della sua carriera messicana come attrice, la chiamò a Hollywood per il film L'amante del torero. Nonostante non conoscesse la lingua inglese e imparasse il copione solo foneticamente, il produttore Stanley Kramer la scritturò per il film Mezzogiorno di fuoco, grazie al quale ottenne l'attenzione degli studios ed ebbe modo di iniziare un proficuo periodo lavorativo, anche se sempre nel ruolo della "straniera", specializzandosi in pellicole di genere western e non solo, come Destino sull'asfalto (1955), L'imputato deve morire (1955), Trapezio (1956), Gli uomini della terra selvaggia (1958), I due volti della vendetta (1961), 
Grazie ad un contratto firmato con il produttore Dino de Laurentiis lavorò in un paio di produzioni italiane: Barabba (1961) e I briganti italiani (1961).
Lavorò anche a Broadway come protagonista di The Best House in Naples, la versione americana di Filumena Marturano, il capolavoro di Eduardo De Filippo.
A metà degli anni sessanta decise di tornare a vivere in Messico, diradando la sua attività lavorativa ma continuando a lavorare sia in Messico che a Hollywood. 
Recitò nella serie televisiva a.k.a. Pablo (1984) e concluse la carriera nel suo paese natale col film Un Secreto de Esperanza. La Jurado fu candidata all'Oscar come migliore attrice non protagonista in Mezzogiorno di fuoco, la prima delle tre attrici messicane ad aver ottenuto una candidatura (le altre furono Salma Hayek e Adriana Barraza).

## Vita privata
Si sposò due volte: nel 1941 con l'attore messicano Víctor Velázquez, da cui ebbe due figli, Victor Hugo e Sandra. Il matrimonio le permise di liberarsi del controllo dei genitori e iniziare la carriera come attrice ma nonostante la nascita di due figli finì già nel 1943. 
Il secondo matrimonio fu con l'attore Ernest Borgnine, a cui rimase legata dal 1959 al 1963.

## Filmografia parziale

### Cinema

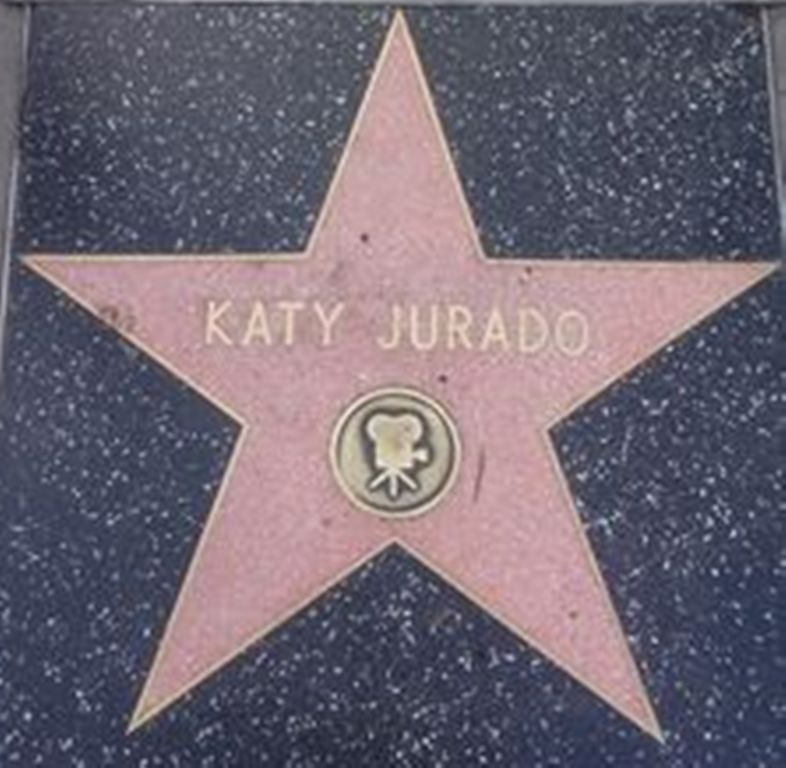
La stella dell'attrice nella Hollywood Walk of Fame

- Nosotros los pobres, regia di Ismael Rodríguez (1948)
- Carcere di donne (Carcel de mujeres), regia di Miguel M. Delgado (1951)
- L'amante del torero (Bullfighter and the Lady), regia di Budd Boetticher (1951)
- Carcere di donne (Carcel de mujeres), regia di Miguel Delgado (1951)
- Mezzogiorno di fuoco (High Noon), regia di Fred Zinnemann (1952)
- Il bruto (El bruto), regia di Luis Buñuel (1953)
- I pascoli d'oro (San Antone), regia di Joseph Kane (1953)
- La freccia insanguinata (Arrowhead), regia di Charles Marquis Warren (1953)
- La lancia che uccide (Broken Lance), regia di Edward Dmytryk (1954)
- Destino sull'asfalto (The Racers), regia di Henry Hathaway (1955)
- L'imputato deve morire (Trial), regia di Mark Robson (1955)
- Trapezio (Trapeze), regia di Carol Reed (1956)
- La pistola non basta (Man from Del Rio), regia di Harry Horner (1956)
- Massacro ai grandi pozzi (Dragoon Wells Massacre), regia di Harold D. Schuster (1957)
- Gli uomini della terra selvaggia (The Badlanders), regia di Delmer Daves (1958)
- I due volti della vendetta (One-Eyed Jacks), regia di Marlon Brando (1961)
- Barabba, regia di Richard Fleischer (1961)
- I briganti italiani, regia di Mario Camerini (1961)
- L'uomo che uccise il suo carnefice (A Covenant with Death), regia di Lamont Johnson (1967)
- Stay Away, Joe, regia di Peter Tewksbury (1968)
- Pat Garrett e Billy Kid (Pat Garrett & Billy the Kid), regia di Sam Peckinpah (1973)
- I figli di Sanchez (The Children of Sanchez), regia di Hall Bartlett (1978)
- Sotto il vulcano (Under the Volcano), regia di John Huston (1984)

### Televisione
- Climax! – serie TV, episodio 2x21 (1956)
- Il virginiano (The Virginian) – serie TV, episodio 9x02 (1970)
- Il brivido dell'imprevisto (Tales of the Unexpected) – serie TV, episodio 1x01 (1979)

## Doppiatrici italiane
Nelle versioni in italiano delle opere in cui ha recitato,Katy Jurado è stata doppiata da:
- Rosetta Calavetta in Mezzogiorno di fuoco, Destino sull'asfalto, Trapezio
- Lydia Simoneschi in Il bruto, I due volti della vendetta, Barabba
- Dhia Cristiani in I pascoli d'oro, La freccia insanguinata, Gli uomini della terra selvaggia
- Giovanna Scotto in La lancia che uccide
- Tina Lattanzi in Massacro ai grandi pozzi
- Rita Savagnone in I briganti italiani

## Riconoscimenti
- 1952 – Golden Globe come miglior attrice non protagonista per Mezzogiorno di fuoco di Fred Zinnemann
- Premi Oscar 1955 – Candidatura alla miglior attrice protagonista per La lancia che uccide di Edward Dmytryk
- Stella nella Hollywood Walk of Fame
- 1974 – Premio Ariel – Miglior attrice per Fe, esperanza y caridad